# Justin Ain Soongie
Justin Ain Soongie (ur. 2 czerwca 1973 w Tsikiro) – papuański duchowny katolicki, biskup pomocniczy Wabag w latach 2021–2025, biskup diecezjalny Wabag (nominat).

## Życiorys

### Prezbiterat
Święcenia kapłańskie otrzymał w dniu 11 maja 2005 i został prezbiterem diecezji Wabag. Pracował głównie jako duszpasterz parafialny. W 2014 został mianowany proboszczem w Sari, wikariuszem generalnym diecezji oraz wykładowcą seminarium w Banz.

### Episkopat
15 czerwca 2021 papież Franciszek mianował go biskupem pomocniczym diecezji Wabag ze stolicą tytularną Forma. Sakry udzielił mu 2 września 2021 biskup Arnold Orowae. Po śmierci biskupa Orowae 27 grudnia 2024 pełnił urząd administratora diecezji. 7 lipca 2025 papież Leon XIV mianował go biskupem diecezji Wabag.